# Beata Mazurek

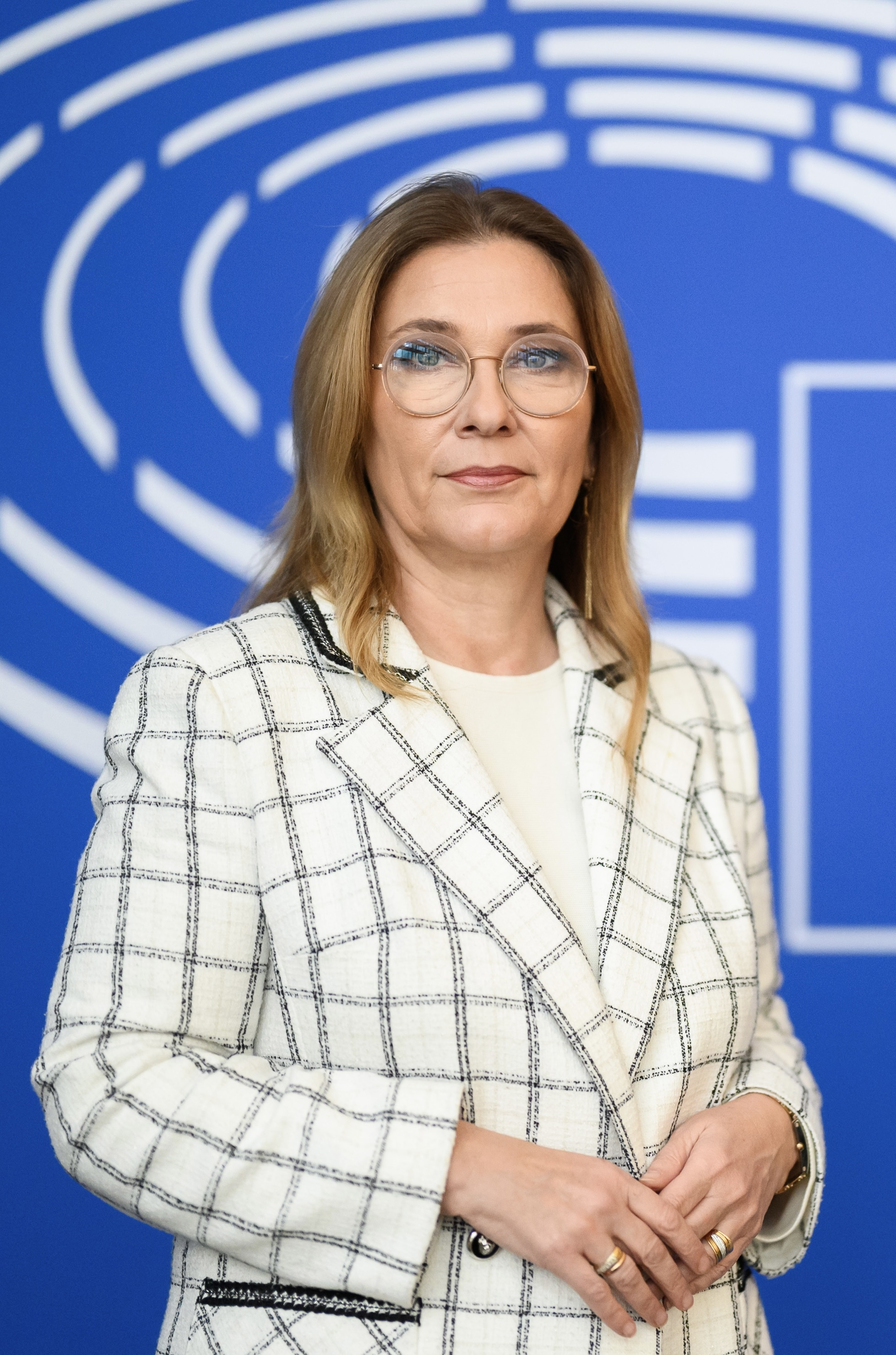
Beata Mazurek, 2023

Beata Mazurek (* 19. Oktober 1967 in Ostrów Mazowiecka) ist eine polnische Politikerin. Sie war seit 2005 Abgeordnete des Sejm in der V., VI., VII. und VIII. Wahlperiode. Vom 11. Januar 2018 bis zum 28. Mai 2019 war sie eine der Vizemarschälle (Vizepräsidentin). Im Mai 2019 wurde sie in das 9. Europäische Parlament gewählt. Bis zu diesem Zeitpunkt war sie seit Dezember 2016 auch Pressesprecherin der Partei Recht und Gerechtigkeit (PiS).

## Leben und Wirken
Sie beendete das private Allgemeinbildende Lyceum des Ordens der Schwestern des Wiederauferstandenen in Warschau. 1991 wurde sie Magistra für Soziologie an der Katholischen Universität Lublin. Sie beendete auch an der Hochschule für Unternehmertum und Verwaltung in Lublin das Aufbaustudium für Management in der Verwaltung und in der Kommunalen Selbstverwaltung sowie für Europäische Verwaltung und Selbstverwaltung an der Humanistischen Hochschule in Pułtusk.
Sie war Vorsitzende des städtischen Gesellschaftsrats für behinderte Menschen in Chełm und Mitautorin eines Aktionsprogramms für die Chancengleichheit und Integration Behinderter in dieser Stadt.
Bei den Parlamentswahlen 2005 wurde sie mit 7.012 Stimmen über die Liste der PiS für den Wahlkreis Chełm in den Sejm gewählt. Während dieser V. Wahlperiode saß sie in der Sejm Kommission für EU Angelegenheiten. Bei den Sejmwahlen 2007 wurde sie für die PiS mit 15.821 Stimmen als Abgeordnete bestätigt. Während der VI. Wahlperiode war sie Mitglied der Sejm Kommissionen für EU Angelegenheiten und Gesellschaftspolitik. Bei den Sejmwahlen 2011 wurde sie für die PiS mit 22.249 Stimmen als Abgeordnete bestätigt. Während der VII. Wahlperiode war sie Mitglied der Sejm Kommissionen für Sonderdienstleistung und Gesellschaftspolitik. Bei den Sejmwahlen 2015 wurde sie für die PiS mit 30.365 Stimmen als Abgeordnete bestätigt. Während der VIII. Wahlperiode war sie bis 2018 Mitglied der Sejm Kommissionen für Sonderdienstleistung und Gesellschaftspolitik (Vorsitzender).
Nach der gewonnenen Parlamentswahl 2015 wurde sie Pressesprecherin des PiS-Klubs, ab Dezember 2016 auch der Partei.